# Kurubarakunte, Devanhalli
Kurubarakunte là một làng thuộc tehsil Devanhalli, huyện Bangalore Rural, bang Karnataka, Ấn Độ.